# ピロシュカ
ピロシュカ（Piroska、1088年 - 1134年8月13日）は、東ローマ帝国コムネノス王朝の第2代皇帝ヨハネス2世コムネノスの皇后。父はハンガリー王ラースロー1世、母はシュヴァーベン公ルドルフ・フォン・ラインフェルデンの娘アデライデ・フォン・ラインフェルデン。ギリシャ名はエイレーネー（Ειρήνη）。

## 生涯
エステルゴムで生まれる。2歳で母と、7歳で父と死別して孤児となった彼女は、父の跡を継いでハンガリー王となった従兄カールマーンのもとで育てられた。
カールマーンは東ローマ皇帝アレクシオス1世コムネノスと交渉し、ピロシュカを皇子のいずれかに娶せようと計画した。ピロシュカは、1092年より父と共同統治帝となっていたヨハネス・コムネノスと結婚することとなった。
1104年にピロシュカはコンスタンティノープルで結婚し、名前もギリシャ風にエイレーネー（Ειρήνη・Eirene、中世ギリシャ語ではIrene「イリニ」）と変えた。2人の間には、8人の子が生まれた。
- アレクシオス（英語版）（1106年 - 1142年）- 父と共同統治帝（在位：1122年 - 1142年）
- マリア
- アンドロニコス（英語版）（1108年頃 - 1142年）
- アンナ
- イサキオス（1113年頃 - 1154年）
- テオドラ
- エウドキア
- マヌエル1世（1118年 - 1180年） - 東ローマ皇帝

1134年に死去し、正教会において聖人に列せられた。